# Marcos Danilo Padilha
Marcos Danilo Padilha (Cianorte, 31 luglio 1985 – La Ceja, 29 novembre 2016) è stato un calciatore brasiliano, di ruolo portiere.

## Biografia
Il 28 novembre 2016 era sul volo con i suoi compagni della Chapecoense, che si apprestavano a giocare la finale della Copa Sudamericana contro il colombiano Atlético Nacional, ma l'aereo è precipitato nei pressi della città colombiana di Medellín. Inizialmente sopravvissuto all'impatto, Marcos Danilo Padilha è deceduto in ospedale a seguito delle ferite riportate nello schianto. Il primo difensore della Chapecoense, il 13 dicembre 2016, ha ricevuto postumo il Mvp, il premio come miglior calciatore dell'anno del campionato brasiliano. Il portiere ha ottenuto il 48% dei voti via internet precedendo il centrocampista del Flamengo, Diego, e l'ala sinistra del Palmeiras, Dudu. Nell'assegnazione del Mvp, ha inciso pure la straordinaria parata all'ultimo minuto contro gli argentini del San Lorenzo. L'importante riconoscimento è stato ritirato dalla madre Ilaides Padilha, durante una cerimonia che si è tenuta a Rio de Janeiro. Queste le parole della madre, che hanno commosso tutti i presenti: «In nome della Chapecoense, vorrei ringraziare tutti per l'affetto e per le preghiere: che i futuri guerrieri che verranno a giocare per questa squadra possano essere come quelli che l'hanno lasciata».

## Palmarès

### Club

#### Competizioni statali
- Campeonato Paranaense Segunda Divisão: 2

Nacional-PR: 2008
Londrina: 2011
- Campionato Catarinense: 1

Chapecoense: 2016

#### Competizioni internazionali
- Coppa Sudamericana: 1

Chapecoense: 2016 (postumo)

### Individuale
- Brazilian Player Of The Year: 1

2016